# Cabernet sauvignon
Il Cabernet Sauvignon è un vitigno a bacca nera originario della Gironda, nelle zone del Médoc e del Graves-Saint-Amant. Diffuso praticamente in tutti gli areali vitivinicoli del pianeta, è senz'altro la varietà più duttile al mondo per la produzione di vini di grande qualità e longevità.

## Caratteristiche generali
Viene spesso vinificato insieme a Cabernet franc e Merlot, in un assemblaggio che prende il nome di taglio bordolese. In Italia è utilizzato in molte denominazioni di origine, sia in purezza che con altri vitigni rossi. Ha grandi capacità di adattamento alle più disparate condizioni climatiche e tecniche di vinificazione, mantenendo le sue caratteristiche di riconoscibilità pur esprimendo perfettamente anche quelle del terroir.
È in grado di produrre vini intensi già nel colore, ricchi di tannini e sostanze aromatiche, capaci di lungo invecchiamento; grazie alla grande struttura di questo vitigno, si possono osare lunghe macerazioni e affinamento in legno, soprattutto rovere francese, che gli consentono di esprimere nel tempo un bouquet complesso e affascinante.

## Caratteristiche, esigenze ambientali e colturali
Ha foglia media, pentalobata e dentellata; grappolo medio-piccolo, oblungo, cilindro-piramidale, di buona compattezza, con un'ala spesso evidente; acino di dimensioni medie, quasi rotondo, con buccia molto resistente, blu-nera con sfumature violacee, ricca di pruina. La polpa è astringente, con sapore di viola e sorba. L'epoca di maturazione è medio-tardiva (prima metà di ottobre).

## Sinonimi
In Italia: 
- Caberné,
- Cabernet piccolo.

In Francia: 
- Bidura,
- Bousquet sauvignon,
- Carbonet,
- Marchoupet,
- Petit bousquet,
- Petit cabernet,
- Petit vidure,
- Vidure.

## Storia
Le origini del Cabernet Sauvignon non sono certe: alcuni studiosi lo ritengono originario dell'Epiro, ed il nome deriverebbe dal corrispondente guascone Carbonet; secondo altri sarebbe la vitis caburnica descritta da Plinio il Vecchio nella Naturalis historia e corrisponderebbe al vitigno greco Kapnios. Il termine Sauvignon deriva dal francese antico sauvage e significa "selvaggio".
Tuttavia test genetici effettuati nel 1996 presso il dipartimento di enologia e viticoltura dell'Università della California a Davis hanno sorprendentemente dimostrato che il Cabernet Sauvignon è un incrocio, probabilmente avvenuto in maniera spontanea nel XVII secolo, tra il Cabernet Franc, vitigno a bacca rossa, e il Sauvignon blanc, vitigno a bacca bianca.
Oggi viene usato anche per la vinoterapia in quanto sembra avere effetti benefici nel trattamento dell'ipertensione e di problemi ischemici.